# Pionus maximiliani
Pionus maximiliani е вид птица от семейство Папагалови (Psittacidae).

## Разпространение
Видът е разпространен в Аржентина, Боливия, Бразилия и Парагвай.